# 미국의 오피오이드 전염
미국의 오피오이드 전염에 관한 내용이다.

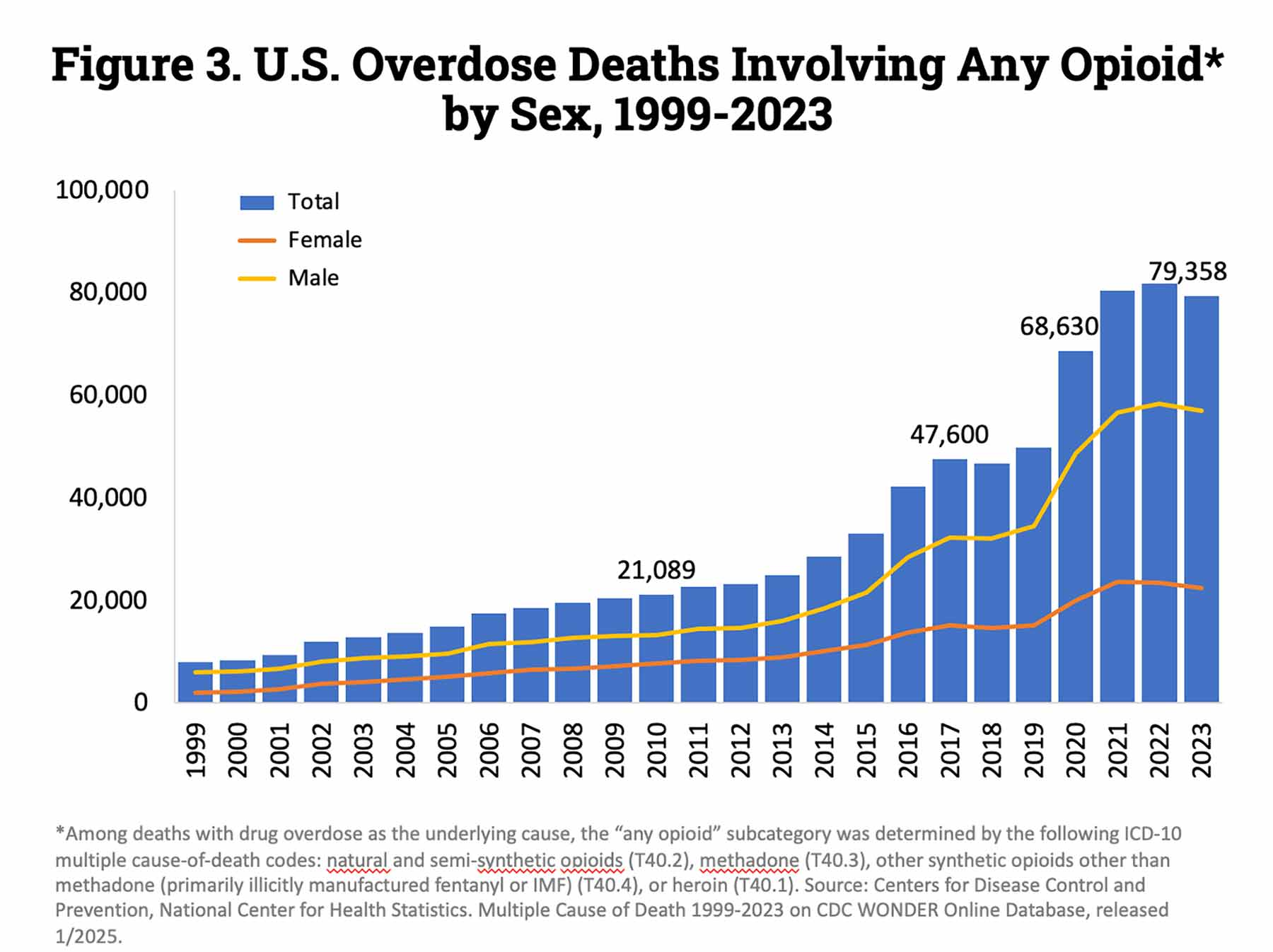
미국의 오피오이드 과다복용으로 인한 연도별 사망수

미국에는 의료 처방과 불법 출처 모두에서 발생하는 오피오이드 전염(오피오이드 위기)이 진행 중이다. 이는 "우리 시대의 가장 파괴적인 공중 보건 재앙 중 하나"라고 불려왔다. 오피오이드 전염은 세 가지 물결로 전개되었다. 미국 질병통제예방센터(CDC)에 따르면 미국에서 첫 번째 전염은 통증 관리를 위해 오피오이드 처방이 점점 늘어나면서 이후 몇 년 동안 전반적인 오피오이드 사용이 증가한 1990년대 후반에 시작되었다. 두 번째 물결은 이미 중독된 사람들에게 헤로인을 공급하기 위한 헤로인 시장의 확장이었다. 2013년에 시작된 세 번째 물결은 합성 오피오이드가 미국 시장에 범람하면서 합성 오피오이드 관련 사망률이 1,040% 급격하게 증가한 것으로 나타났다.
미국에서는 2023년 1월 31일까지 12개월 동안 약 109,600명의 약물 과다복용 관련 사망이 발생했으며, 이는 하루 300명의 사망자가 발생하는 비율이다. 1999년부터 2020년까지 거의 841,000명이 약물 과다복용으로 사망했으며, 그 중 500,000명이 처방약과 불법 아편유사제로 사망했다. 2017년에만 70,237명의 약물 과다복용으로 인한 사망이 기록되었다. 그 중 47,600명이 오피오이드와 관련되어 사망했다. 2017년 12월 보고서에 따르면 미국에서는 매일 130명이 오피오이드 관련 약물 과다복용으로 사망하는 것으로 추정된다. 처방 오피오이드를 사용하는 대다수의 미국인은 자신이 오피오이드를 오용하고 있다고 생각하지 않는다.
문제는 사회 경제적 변수, 건강 행동 및 의료 접근성으로 인해 사망률이 높아지는 농촌 지역에서 훨씬 더 심각하다. 청소년의 오피오이드 사용은 눈에 띄게 증가했으며 처방약은 대마초를 제외한 모든 불법 약물보다 더 많이 사용되었다. 이는 코카인, 헤로인, 메스암페타민을 합친 것보다 더 많다.

## 같이 보기
- 돕식: 약물의 늪
- 미국의 중화인민공화국 제재